# حريق فندق المدينة المنورة 2014
حريق فندق المدينة المنورة هو حريق إندلع في 8 فبراير 2014 في أحد فنادق المدينة المنورة و نتج عنه مقتل 15 و إصابة 130 معظمهم من المعتمرين و الزوار المصريين 